# Hipódromo de Constantinopla

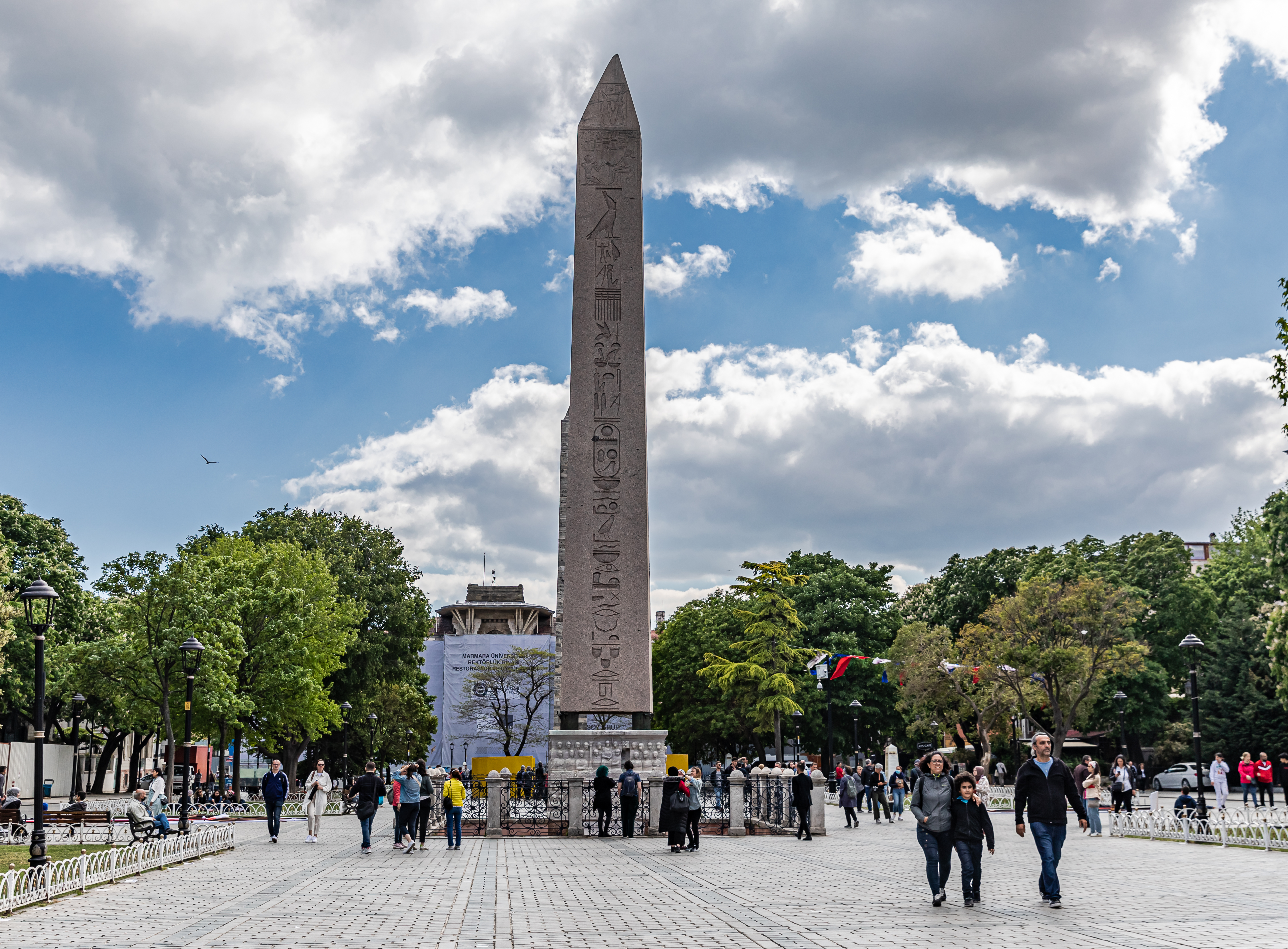
Obelisco de Teodosio en la plaza de Sultanahmet hoy.

Esquema del hipódromo.

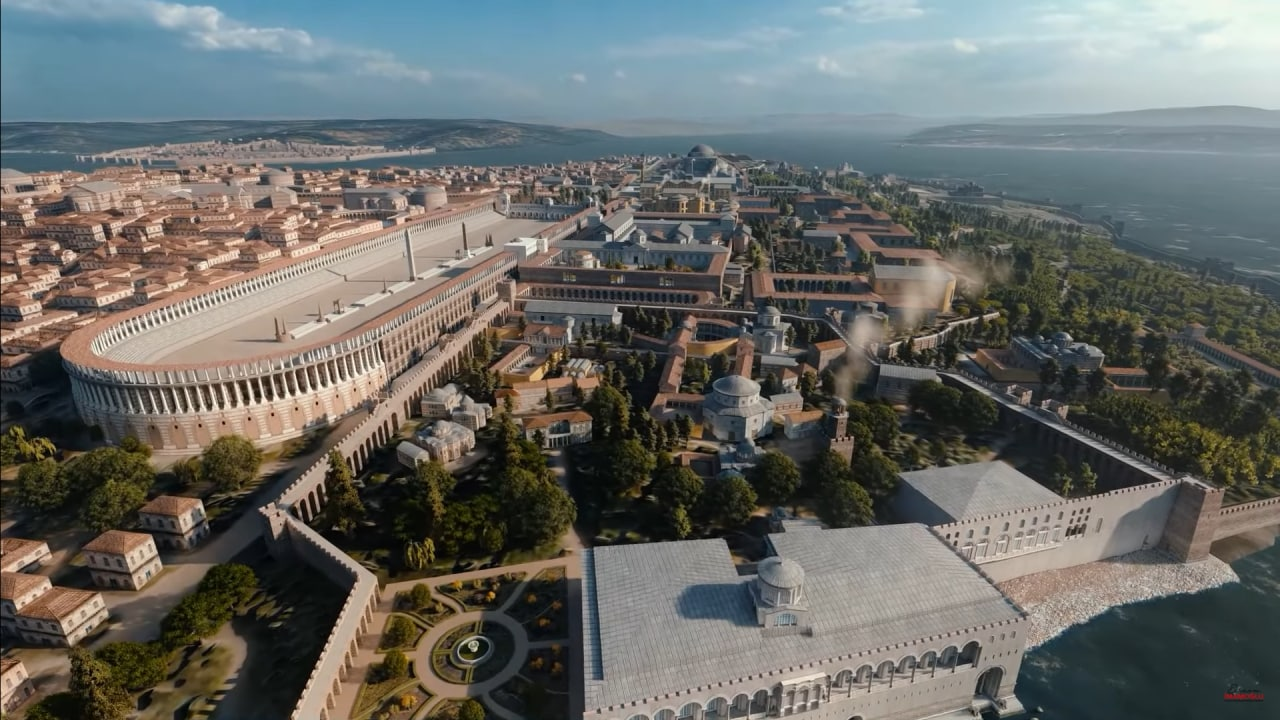
Imagen virtual de Constantinopla en la época bizantina con el hipódromo a la izquierda.

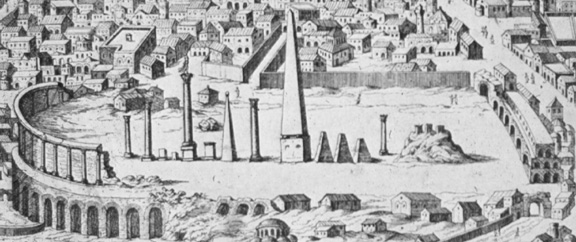
Ruinas del Hipódromo, por un grabado de Onofrio Panvinio en su trabajo De Ludis Circensibus (Venecia, 1600). El grabado, fechado en 1580, puede ser la base para un dibujo posterior del siglo. La espina que se encontraba en el centro del circuito de carreras de carros del circo romano era todavía visible en la moderna Estambul, permaneciendo tres de los antiguos monumentos.

El Hipódromo de Constantinopla (en turco: Sultanahmet Meydanı) fue el centro deportivo y social de Constantinopla, capital del Imperio bizantino y ciudad que en el siglo V llegó a ser la más grande del mundo. Actualmente es una plaza llamada Sultanahmet Meydanı (Plaza Sultán Ahmet) en la ciudad turca de Estambul, sobreviviendo únicamente algunos fragmentos de la estructura original.
La palabra hipódromo viene del griego hippos ('ιππος), que significa caballo, y dromos (δρομος), que significa camino. La hípica y las carreras de carros eran pasatiempos muy populares en el mundo antiguo y los hipódromos fueron bastante comunes en las ciudades griegas durante los periodos helenístico, romano y bizantino.

## Historia y uso

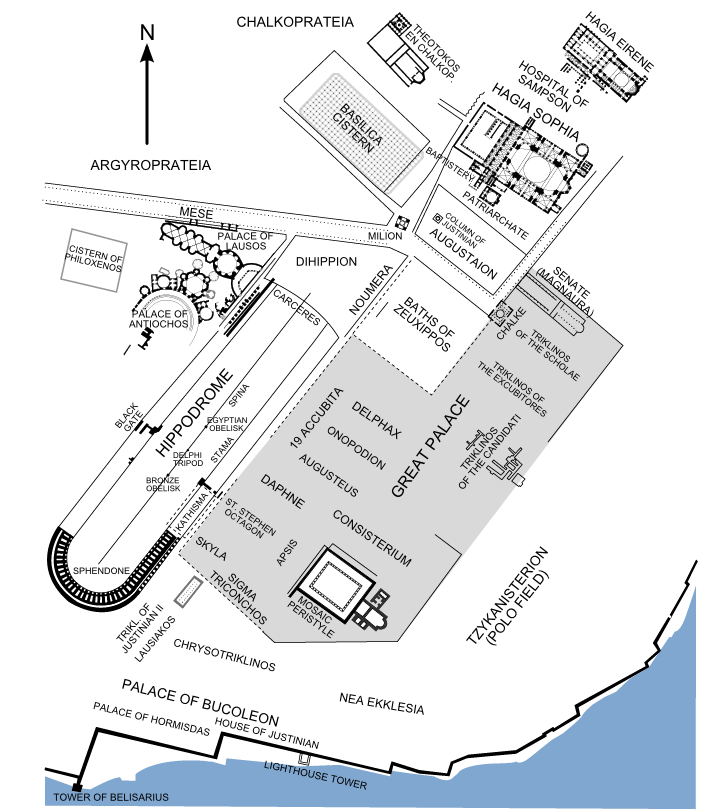
Distrito imperial de Costantinopla

El hipódromo suele ser asociado a los días de gloria de Constantinopla cuando era la capital imperial, sin embargo, el monumento es anterior a esa fecha. El primer hipódromo se construyó cuando la ciudad aún se llamaba Bizancio, siendo una ciudad provincial de moderada importancia. En el año 203, el emperador Septimio Severo reconstruyó la ciudad, aumento sus murallas y la dotó de un hipódromo.
En el 324, el emperador Constantino el Grande decidió trasladar el gobierno de Roma a Bizancio, renombrando la ciudad como Nova Roma. El nombre no impresionó, por lo que comenzó a ser conocida como Constantinopla, la ciudad de Constantino. Constantino amplió en gran medida la ciudad, siendo la renovación del hipódromo uno de sus objetivos más importantes. Se estima que el hipódromo tenía cerca de 450 metros de largo y 130 metros de ancho. Tenía una capacidad de 100 000 espectadores.
La pista de carreras tenía forma de U, y el Kathisma (el palco del emperador) estaba situado en el extremo este de la pista. Al Kathisma se podía acceder directamente desde el Gran Palacio a través de un pasillo que solo el emperador y otros miembros de la familia imperial podían utilizar. Sobre las casillas del hipódromo había cuatro estatuas de caballos construidos en bronce representando una quadriga, colocadas en el extremo norte. Estos cuatro caballos de bronce, llamados actualmente Caballos de San Marcos, fueron saqueados durante la Cuarta Cruzada en 1204 y colocados en la fachada de la Basílica de San Marcos, en Venecia. La pista fue decorada con otras estatuas de bronce de caballos y aurigas famosos, de las cuales ninguna sobrevive.
Durante el periodo bizantino, el hipódromo fue el centro de la vida social de la ciudad. En las carreras de carruajes se apostaban grandes cantidades de dinero, y toda la ciudad se dividía entre los seguidores del equipo de los Azules (Venetii) y los de los Verdes (Prasinoi). Los otros dos equipos de carreras, los Rojos (Rousioi) y los Blancos (Leukoi), se fueron debilitando gradualmente y fueron absorbidos por los dos equipos principales. La rivalidad entre Azules y Verdes solía verse influenciada con las rivalidades políticas o religiosas, y en ocasiones los disturbios acababan en una guerra civil. Los más graves fueron los llamados disturbios de Niká ocurridos en el 532, en los cuales se dice que murieron 30 000 personas.
Tras el saqueo perpetrado durante la Cuarta Cruzada Constantinopla no se volvió a recuperar y, a pesar de que el Imperio bizantino sobrevivió hasta el 1453, el hipódromo no se volvió a reconstruir. Los turcos otomanos, que en 1453 conquistaron la ciudad convirtiéndola en capital del Imperio otomano, no estaban interesados por las carreras por lo cual el hipódromo fue gradualmente cayendo en el olvido, aunque nunca llegó a ser destruido.

## Monumentos del hipódromo
Para mejorar la imagen de su nueva capital, Constantino y sus sucesores, sobre todo Teodosio el Grande, trajo obras de arte de todos los rincones del imperio para adornarlo. Entre ellas estaba el Trípode de Platea, conocido actualmente como la Columna de las Serpientes, construida para celebrar la victoria de los griegos sobre los persas durante las guerras médicas en el siglo V a. C. Constantino ordenó trasladarla al hipódromo desde el templo de Apolo en Delfos, y la colocó en el centro del hipódromo. La parte superior de la columna estaba adornada con una bola dorada sostenidas por tres cabezas de serpiente. La bola fue destruida o robada durante la Cuarta Cruzada. Las cabezas de serpiente fueron destruidas como muy tarde a finales del siglo XVII, ya que muchas miniaturas otomanas muestran que en los primeros siglos que siguieron a la conquista turca de la ciudad las cabezas estaban intactas. Algunos trozos de las cabezas se recuperaron y se exhiben en el Museo arqueológico de Estambul. Actualmente, todo lo que queda del Trípode de Delfos es su base, conocida como la Columna de las Serpientes.
Otro emperador que adornó el hipódromo fue Teodosio el Grande, que en el 390 trajo un obelisco desde Egipto (el obelisco de Teodosio) y lo erigió dentro de la pista. Tallado en granito rosa, fue erigido originalmente en el templo de Karnak en Luxor alrededor del 1490 a. C., durante el reinado de Tutmosis III. Para trasladar el obelisco hasta Constantinopla, Teodosio tuvo que dividirlo en tres piezas. Solo se conserva la parte superior erigida actualmente en el lugar donde Teodosio la colocó sobre un pedestal de mármol. El obelisco se conservado casi 3500 años en buenas condiciones.
En el siglo X, el emperador Constantino VII construyó otro obelisco, el de Constantino, en el otro extremo del hipódromo. Originalmente estaba cubierto con placas de bronce doradas pero fueron robadas durante la Cuarta Cruzada, quedando a la vista el interior construido con bloques de piedra.

## El hipódromo en la actualidad

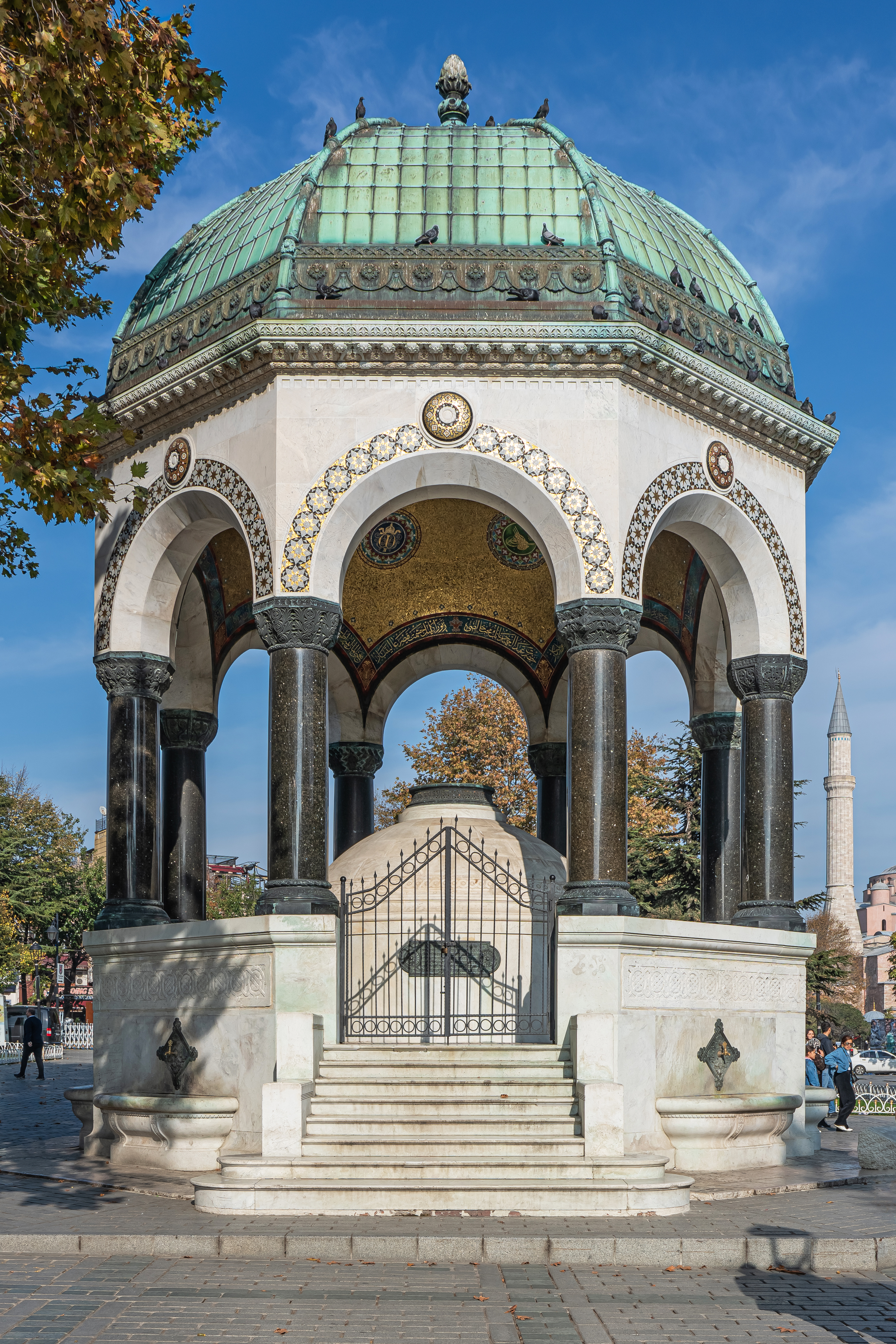
La fuente alemana, construida en 1900 en el área del hipódromo.

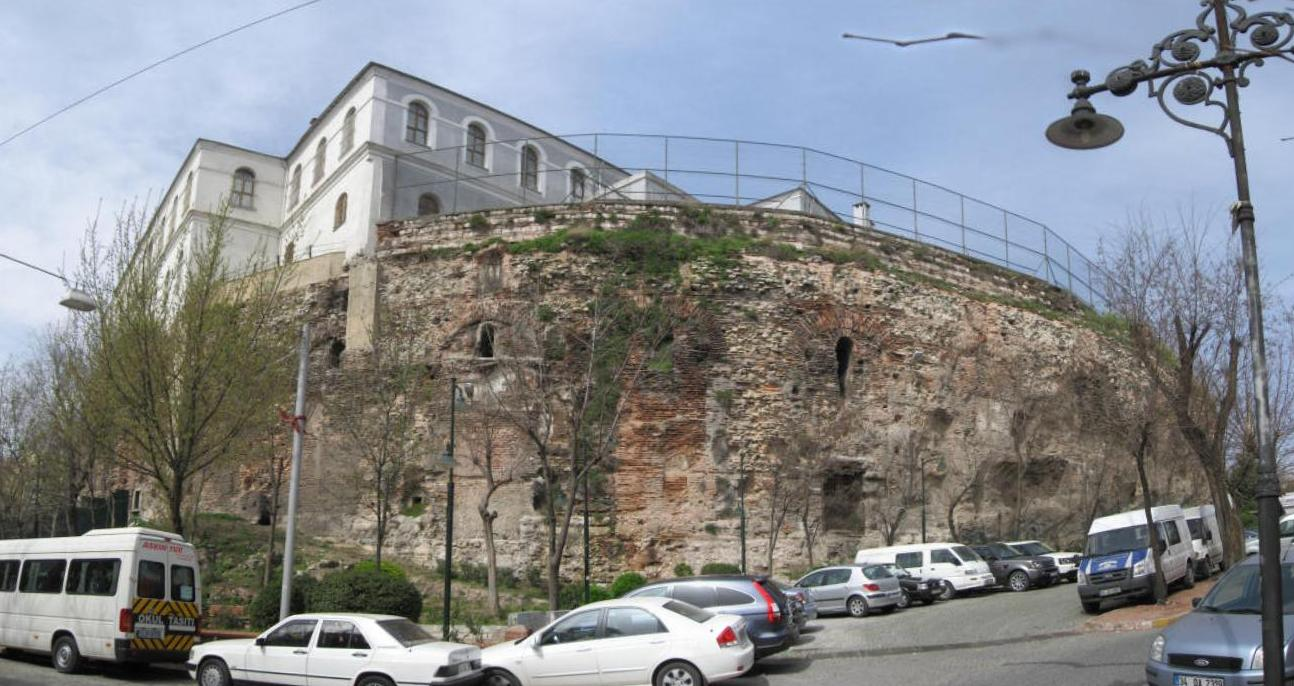
Aspecto actual del Sphendone del hipódromo bajo un Instituto de la ciudad.

Actualmente, el área que abarca el hipódromo recibe el nombre de Plaza Sultán Ahmet. El recorrido de la antigua pista de carreras ha sido enlosada, aunque la pista original se encuentra 2 metros más abajo del recorrido actual. La spina, los dos obeliscos y la columna serpentina están colocados en agujeros ajardinados, manteniendo los edificios sobre la superficie original del hipódromo.
La fuente alemana, una fuente octagonal abovedada de estilo neobizantino, fue construida por el gobierno alemán en 1900 para marcar la visita a Estambul del emperador alemán Guillermo II en 1898. Se encuentra en la entrada norte del área del hipódromo, enfrente de la Mezquita Azul.
El hipódromo no ha sido nunca sistemáticamente excavado por los arqueólogos. Una parte de las subestructuras del Sphendone (la curva de uno de los extremos) es ahora visible desde que en los años 80 se destruyesen unas casas de la zona.
En 1993 una zona cercana a la Mezquita del Sultán Ahmed (la Mezquita Azul) fue demolida para construir unos servicios público, dejando al descubierto varias filas de asientos y algunas columnas del hipódromo. La investigación no llegó más lejos, pero los asientos y columnas fueron retirados y trasladados a varios museos de Estambul. Posiblemente, muchos restos más del hipódromo permanezcan aún bajo los jardines de la mezquita.